# 31-ша бригада НГ (Україна)
31-ша бригада імені генерал-майора Олександра Радієвського (31 Бр, в/ч 3036) — з'єднання Національної гвардії України. Місце дислокації — м. Дніпро. Перебуває у складі Центрального оперативно-територіального об'єднання.
Носить ім'я Олександра Радієвського — учасника російсько-української війни, одного з командирів цієї частини.

## Історія
Наказом командувача НГУ від 2 січня 1992 року на базі 24-го окремого спеціального моторизованого батальйону міліції Внутрішніх військ МВС СРСР (в/ч 5444), було сформовано 5-й полк НГУ (в/ч 4105), що увійшов до складу 2-ї Східної дивізії.
В 1995 році згідно Указу Президента України від 20 січня та наказу командувача НГУ від 26 січня 5-й полк Національної гвардії підпорядковано Внутрішнім військам де його перейменовано в 16-й спеціальний моторизований полк (в/ч 3036).

### Російсько-українська війна
В 2014 році полк увійшов до складу наново створеної Національної гвардії України вже як 16-й полк охорони громадського порядку.
Також в 2014 році бійці полку виконували завдання в зоні АТО — пробули там 120 днів. Під час бойових дій загинули двоє військовослужбовців частини.
В другій половині лютого 2018 року військовослужбовці полку були проведені дводенні збори з екіпажами БТР. На збори були задіяні екіпажі БТР-3Е, БТР-70. Упродовж двох днів гвардійці вивчали матеріальну частину техніки та проводили обслуговування озброєння. Заключним етапом зборів став контрольний пробіг на місцевості різного рельєфу на 80 кілометрів, на якому один з екіпажів відпрацював нормативи по ремонту та обслуговуванню техніки в польових умовах.
14 жовтня 2020 року полку, «з метою увічнення пам'яті генерал-майора Олександра Віталійовича Радієвського, ураховуючи бойові заслуги, мужність, зразкове виконання покладених завдань, високий професіоналізм особового складу», було присвоєно почесне найменування «імені генерал-майора Олександра Радієвського».
Станом на 2023 рік, була перейменована на 31-шу бригаду.

## Структура
- 1-й патрульний батальйон;
- 2-й патрульний батальйон;
- батальйон оперативного призначення;
- батальйон бойового забезпечення:
  - мінометна батарея;
  - окремий гранатометний взвод;
  - зенітний взвод;
- патрульна рота на автомобілях[7].

## Командування
- (1999—2003) полковник Кондратенко Володимир Федорович
- (2003—2011) полковник Радієвський Олександр Віталійович
- (2011—2014) полковник Гордійчук Володимир Іванович
- (з 2015) полковник Димихін Андрій Петрович[8]

## Втрати
- Ісадченко Володимир Олександрович, старший солдат, стрілець, загинув 29 травня 2014 року.
- Ковальов Костянтин Олександрович, старший сержант, кулеметник, загинув 19 грудня 2014 року.
- Посмик Володимир Васильович, старшина, заступник командира взводу, загинув 16 лютого 2016 року.

### Відео
- Військова частина 3036 святкує 50-річчя з Дня заснування
- «Пташки» 31 Бригади НГУ утримують рубежі оборони по лінії зіткнення з противником
- Командир військової частини підполковник Євген Шульга про роботу 16 полку охорони громадського порядку (інтерв’ю від грудня 2021 року)
- Андрій Касенюк - гітарист рок-гурту "SilverTown", боєць НГУ у програмі "Фреш" з Юлією Сиротою
- День Незалежності під час війни коментує підполковник Нацгвардії Заступник командира по роботі з особовим складом Святослав Білейчук (2023 рік)
- «Підсмажили» позиції росіян на Донеччині: гвардійці 31 Бригади НГУ успішно виконали бойове завдання (грудень 2023)
- Капличка для військовослужбовців: телеканал «Суспільне»
- Підняли прапор над селищем Завітне Бажання Волноваського району Донецької області
- Кадри роботи мінометної батареї Дніпровскої бригади НГУ ім. генерал-майора Олександра Радієвського: Укрінформ.ТБ - грудень 2022 року
- Капелан НГУ ім. О. Радієвського, протоієрей ПЦУ о. Костянтин у програмі "Фреш" з Юлією Сиротою
- Сергій Кравченко - командир роти 31 бригади НГУ у програмі "Фреш" з Юлією Сиротою
- Відлік року після ракетного удару: будинок 118 на Перемозі - інтерв’ю командира резерву 31 Бригади НГУ майора Віктора Алещенко (з 5.37 хвилини)